# Joseph Benavidez
Pour les articles homonymes, voir Benavidez.
Joseph Rolando Benavidez, né le 31 juillet 1984 à San Antonio dans le Texas, est un pratiquant américain d'arts martiaux mixtes (MMA). Il combat actuellement dans la division poids mouche de l'Ultimate Fighting Championship.

## Distinctions
- Ultimate Fighting Championship
  - KO de la soirée (une fois)
  - Performance de la soirée (une fois)
- World Extreme Cagefighting
  - Combat de la soirée (une fois)
  - Soumission de la soirée (une fois)

## Palmarès en arts martiaux mixtes
| 36 combats     | 28 victoires | 8 défaites |
| Par KO         | 8            | 2          |
| Par soumission | 9            | 1          |
| Sur décision   | 11           | 5          |

| Résultat | Record | Adversaire          | Méthode                                         | Événement                                        | Date              | Round | Temps | Lieu                                       | Notes                                                                          |
| -------- | ------ | ------------------- | ----------------------------------------------- | ------------------------------------------------ | ----------------- | ----- | ----- | ------------------------------------------ | ------------------------------------------------------------------------------ |
| Défaite  | 28-8   | Askar Askarov       | Décision unanime                                | UFC 259 - Blachowicz vs. Adesanya                | 6 mars 2021       | 3     | 5:00  | Las Vegas, Nevada, États-Unis              |                                                                                |
| Défaite  | 28-7   | Deiveson Figueiredo | Soumission technique (étranglement arrière)     | UFC Fight Night 172 - Figueiredo vs. Benavidez 2 | 18 juillet 2020   | 1     | 4:48  | Île de Yas, Abou Dabi, Émirats arabes unis |                                                                                |
| Défaite  | 28-6   | Deiveson Figueiredo | TKO (coups de poing)                            | UFC Fight Night 169 - Benavidez vs. Figueiredo   | 29 février 2020   | 2     | 1:54  | Norfolk (Virginie), Virginie, États-Unis   |                                                                                |
| Victoire | 28-5   | Jussier Formiga     | TKO (coup de tête et poings)                    | UFC on ESPN 3 - Ngannou vs. Dos Santos           | 29 juin 2019      | 2     | 4:47  | Minneapolis, Minnesota, États-Unis         |                                                                                |
| Victoire | 27-5   | Dustin Ortiz        | Décision unanime                                | UFC Fight Night 143 - Cejudo vs. Dillashaw       | 19 janvier 2019   | 3     | 5:00  | Brooklyn, New York, États-Unis             |                                                                                |
| Victoire | 26-5   | Alex Perez          | TKO (coups de poing)                            | UFC - The Ultimate Fighter 28 Finale             | 30 novembre 2018  | 1     | 4:19  | Las Vegas, Nevada, États-Unis              |                                                                                |
| Défaite  | 25-5   | Sergio Pettis       | Décision partagée                               | Sergio Pettis UFC 225 - Whittaker vs. Romero 2   | 9 juin 2018       | 3     | 5:00  | Chicago, Illinois, États-Unis              |                                                                                |
| Victoire | 25-4   | Henry Cejudo        | Décision partagée                               | The Ultimate Fighter 24 Finale                   | 3 décembre 2016   | 3     | 5:00  | Las Vegas, Nevada, États-Unis              |                                                                                |
| Victoire | 24-4   | Zach Makovsky       | Décision unanime                                | UFC Fight Night: Hendricks vs. Thompson          | 6 février 2016    | 3     | 5:00  | Las Vegas, Nevada, États-Unis              |                                                                                |
| Victoire | 23-4   | Ali Bagaoutinov     | Décision unanime                                | UFC 192: Cormier vs. Gustafsson                  | 3 octobre 2015    | 3     | 5:00  | Houston, Texas, États-Unis                 |                                                                                |
| Victoire | 22-4   | John Moraga         | Décision unanime                                | UFC 187: Johnson vs. Cormier                     | 23 mai 2015       | 3     | 5:00  | Las Vegas, Nevada, États-Unis              |                                                                                |
| Victoire | 21-4   | Dustin Ortiz        | Décision unanime                                | UFC Fight Night: Edgar vs. Swanson               | 22 novembre 2014  | 3     | 5:00  | Austin, Texas, États-Unis                  |                                                                                |
| Victoire | 20-4   | Timothy Elliott     | Soumission (étranglement en guillotine)         | UFC 172: Jones vs. Teixeira                      | 26 avril 2014     | 1     | 4:08  | Baltimore, Maryland, États-Unis            | Performance de la soirée.                                                      |
| Défaite  | 19-4   | Demetrious Johnson  | KO (coups de poing)                             | UFC on Fox: Johnson vs. Benavidez II             | 14 décembre 2013  | 1     | 2:08  | Sacramento, Californie, États-Unis         | Pour le titre poids mouches de l'UFC.                                          |
| Victoire | 19-3   | Jussier Formiga     | TKO (coup de genou au ventre et coups de poing) | UFC Fight Night: Teixeira vs. Bader              | 4 septembre 2013  | 1     | 3:07  | Belo Horizonte, Brésil                     |                                                                                |
| Victoire | 18-3   | Darren Uyenoyama    | TKO (coup de pied au ventre et coups de poing)  | UFC on Fox: Henderson vs. Melendez               | 20 avril 2013     | 2     | 4:50  | San José, Californie, États-Unis           |                                                                                |
| Victoire | 17-3   | Ian McCall          | Décision unanime                                | UFC 156: Aldo vs. Edgar                          | 2 février 2013    | 3     | 5:00  | Las Vegas, Nevada, États-Unis              |                                                                                |
| Défaite  | 16-3   | Demetrious Johnson  | Décision partagée                               | UFC 152: Jones vs. Belfort                       | 22 septembre 2012 | 5     | 5:00  | Toronto, Ontarion, Canada                  | Finale du tournoi poids mouches de l'UFC Pour le titre poids mouches de l'UFC. |
| Victoire | 16-2   | Yasuhiro Urushitani | TKO (coups de poing)                            | UFC on FX: Alves vs. Kampmann                    | 3 mars 2012       | 2     | 0:11  | Sydney, Australie                          | Demi-finale du tournoi poids plumes de l'UFC. KO de la soirée.                 |
| Victoire | 15-2   | Eddie Wineland      | Décision unanime                                | UFC Live: Hardy vs. Lytle                        | 14 août 2011      | 3     | 5:00  | Milwaukee, Wisconsin, États-Unis           |                                                                                |
| Victoire | 14-2   | Ian Loveland        | Décision unanime                                | UFC 128: Shogun vs. Jones                        | 19 mars 2011      | 3     | 5:00  | Newark, New Jersey, États-Unis             |                                                                                |
| Victoire | 13-2   | Wagnney Fabiano     | Soumission (étranglement en guillotine)         | WEC 52: Faber vs. Mizugaki                       | 11 novembre 2010  | 2     | 2:45  | Las Vegas, Nevada, États-Unis              |                                                                                |
| Défaite  | 12-2   | Dominick Cruz       | Décision partagée                               | WEC 50: Cruz vs. Benavidez II                    | 18 août 2010      | 5     | 5:00  | Las Vegas, Nevada, États-Unis              | Pour le titre des poids coqs du WEC.                                           |
| Victoire | 12-1   | Miguel Torres       | Soumission (étranglement en guillotine)         | WEC 47: Bowles vs. Cruz                          | 6 mars 2010       | 2     | 2:57  | Columbus, Ohio, États-Unis                 | Soumission de la soirée.                                                       |
| Victoire | 11-1   | Rani Yahya          | TKO (coups de poing)                            | WEC 45: Cerrone vs. Ratcliff                     | 19 décembre 2009  | 1     | 1:35  | Las Vegas, Nevada, États-Unis              |                                                                                |
| Défaite  | 10-1   | Dominick Cruz       | Décision unanime                                | WEC 42: Torres vs. Bowles                        | 9 août 2009       | 3     | 5:00  | Las Vegas, Nevada, États-Unis              | Combat de la soirée.                                                           |
| Victoire | 10-0   | Jeff Curran         | Décision unanime                                | WEC 40: Torres vs. Mizugaki                      | 5 avril 2009      | 3     | 5:00  | Chicago, Illinois, États-Unis              |                                                                                |
| Victoire | 9-0    | Danny Martinez      | Décision unanime                                | WEC 37: Torres vs. Tapia                         | 3 décembre 2008   | 3     | 5:00  | Las Vegas, Nevada, États-Unis              |                                                                                |
| Victoire | 8-0    | Junya Kudo          | Soumission (étranglement en guillotine)         | Dream 5: Lightweight Grand Prix 2008 Final       | 21 juillet 2008   | 1     | 2:42  | Osaka, Japon                               |                                                                                |
| Victoire | 7-0    | Maurice Eazel       | Soumission (étranglement arrière)               | PFC 8: A Night of Champions                      | 8 mai 2008        | 1     | 1:02  | Lemoore, Californie, États-Unis            |                                                                                |
| Victoire | 6-0    | Jason Georgianna    | Soumission (étranglement en guillotine)         | PFC 6: No Retreat, No Surrender                  | 17 janvier 2008   | 2     | 0:38  | Lemoore, Californie, États-Unis            |                                                                                |
| Victoire | 5-0    | Rocky Del Monte     | Soumission (étranglement en triangle)           | Independent Event                                | 1er juin 2007     | 2     | N/A   | Oxnard, Californie, États-Unis             |                                                                                |
| Victoire | 4-0    | Carlos Lovio        | TKO (coups de poing)                            | Bring it On: Under Destruction                   | 28 avril 2007     | 1     | N/A   | Oxnard, Californie, États-Unis             |                                                                                |
| Victoire | 3-0    | Justin Smitley      | TKO (coupure)                                   | Warrior Cup 2                                    | 7 avril 2007      | 3     | 2:18  | Stockton, Californie, États-Unis           |                                                                                |
| Victoire | 2-0    | Ramon Rodriguez     | Soumission (étranglement en triangle)           | CFC: Border Warz                                 | 14 octobre 2006   | 2     | 2:33  | Colorado Springs, Colorado, États-Unis     |                                                                                |
| Victoire | 1-0    | Brandon Shelton     | Soumission (kimura)                             | Universal Fight Promotions                       | 3 juin 2006       | 2     | N/A   | Nouveau-Mexique, États-Unis                |                                                                                |